# 핫셀블라드

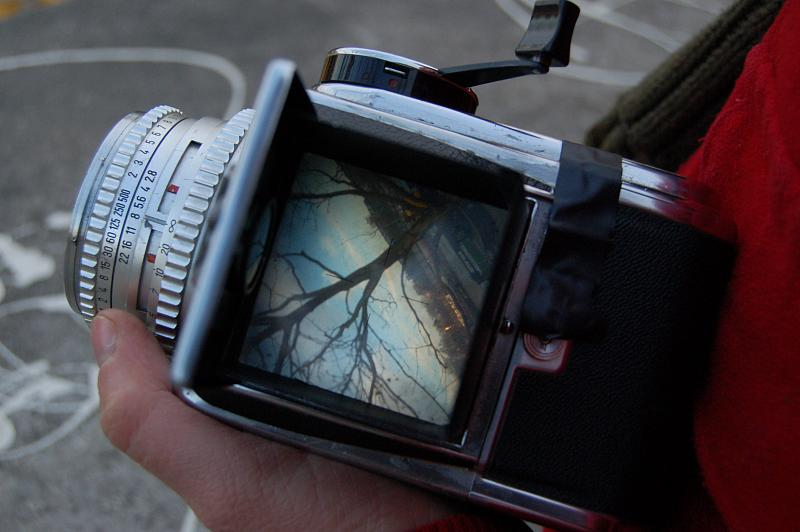
핫셀블라드의 뷰파인더

핫셀블라드(Victor Hasselblad AB)는 스웨덴의 예테보리에 본사를 둔 카메라 및 사진 장비 제조 업체이다. 이 회사는 제 2차 세계대전 이후 생산한 중형 카메라 (필름)으로 알려지게 됐으며, 사람이 달에 처음 착륙한 아폴로 프로그램의 임무에도 사용되었다. 현재로써는, 새로운 중형 디지털 SLR인 H 시스템을 도입하여 Leaf, 페이즈 원과 경쟁하고 있으며, 2012년에는 Sony와의 콜라보레이션을 통해 핫셀블라드 루나(Lunar), 스텔라(Stella) 등을 출시해 렌즈 교환식 미러리스 카메라 시장에도 진입했다.

## 역사
FW Hasselblad & Co는 스웨덴 예테보리에 창업 한 것은 1841년이다. 초창기에는 무역 회사였다. 창업자의 아들인 아비드 빅토르 핫셀블라드(Arvid Viktor Hasselblad)는 아마추어 사진 작가였으며, 회사를 물려받은 이후 사진 부문 을 설립 했다. 아비드는 신혼 여행으로 영국에 갔을 때, 코닥의 창시자 조지 이스트만과 친교를 맺기 시작했으며, 1888년에서 코닥 제품의 스웨덴 수입 총 대리점이되었다. 사진이 널리 보급됨에 따라 핫셀블라드의 사진 부문 사업은 순조롭게 확대됐으며, 1908년에 Hasselblad 's Fotografiska AB 로 독립해 나왔다.
프리츠 빅터 핫셀블라드(Fritz Victor Hasselblad, 1906년 3월 8일 - 1978년 8월 5일)는 아비드 빅토르 핫셀블라드의 손자이며, 어릴때부터 그는 자연 사진 촬영을 취미로 하고 있었다. 그의 사진 재능을 인정한 부친 칼 에릭 핫셀블라드는 그가 18세가 되는 해에 독일 드레스덴의 카메라 제조공장으로 보냈으며, 이후 독일, 프랑스, 미국 카메라 공장, 필름 공장, 스튜디오 등에서 일하게 된다. 빅터는 사진 산업에 대한 전문 지식을 갖추고 스웨덴으로 돌아 왔지만 아버지와 마찰이 많아, 1937년에 자신의 회사 Victor Foto을 시작했다.
2차 세계 대전이 시작되면서 독일에서의 수입이 끊어지고 스웨덴 군용 카메라를 생산하는데 집중했다. 그러던 중 스웨덴 군은 추락한 독일 비행기에서 항공 카메라를 발견했으며, 정부측은 Hasselblad 's Fotografiska AB의 사장이 된 프리츠 빅터 핫셀블라드에게 해당 기종의 카피를 요청했다. 이에 "같은 것은 만들어낼 수 없지만, 더 뛰어난 것을 만들어낼 수는 있다"라고 대답 했다는 일화가 있다. 그는 독일의 항공 카메라를 연구해 1941년에 항공 용 HK7 형 7 × 9 cm 판 렌즈 셔터 카메라를 제조 하였다.
해당 항공용 중형 카메라를 시작으로, 1948년, 미국 시장에서 코닥 교환 렌즈 라인업인 1600F를 대량생산했으며, 이후 지금까지 6 × 6 cm 판 카메라 제조업체 1위의 자리를 지켜오고 있다.

## 제품

### 카메라
- HK7 (1941–1945)
- SKa4 (1941–1945)
- 1600F (1948–1953)
- 1000F (1953–1957)

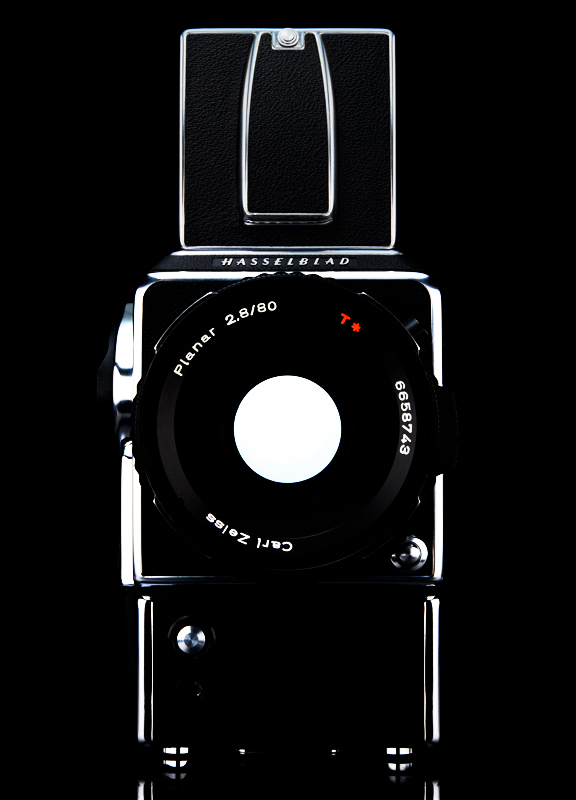
Hasselblad 553 ELX 과 80mm f/2.8 CF T* 렌즈

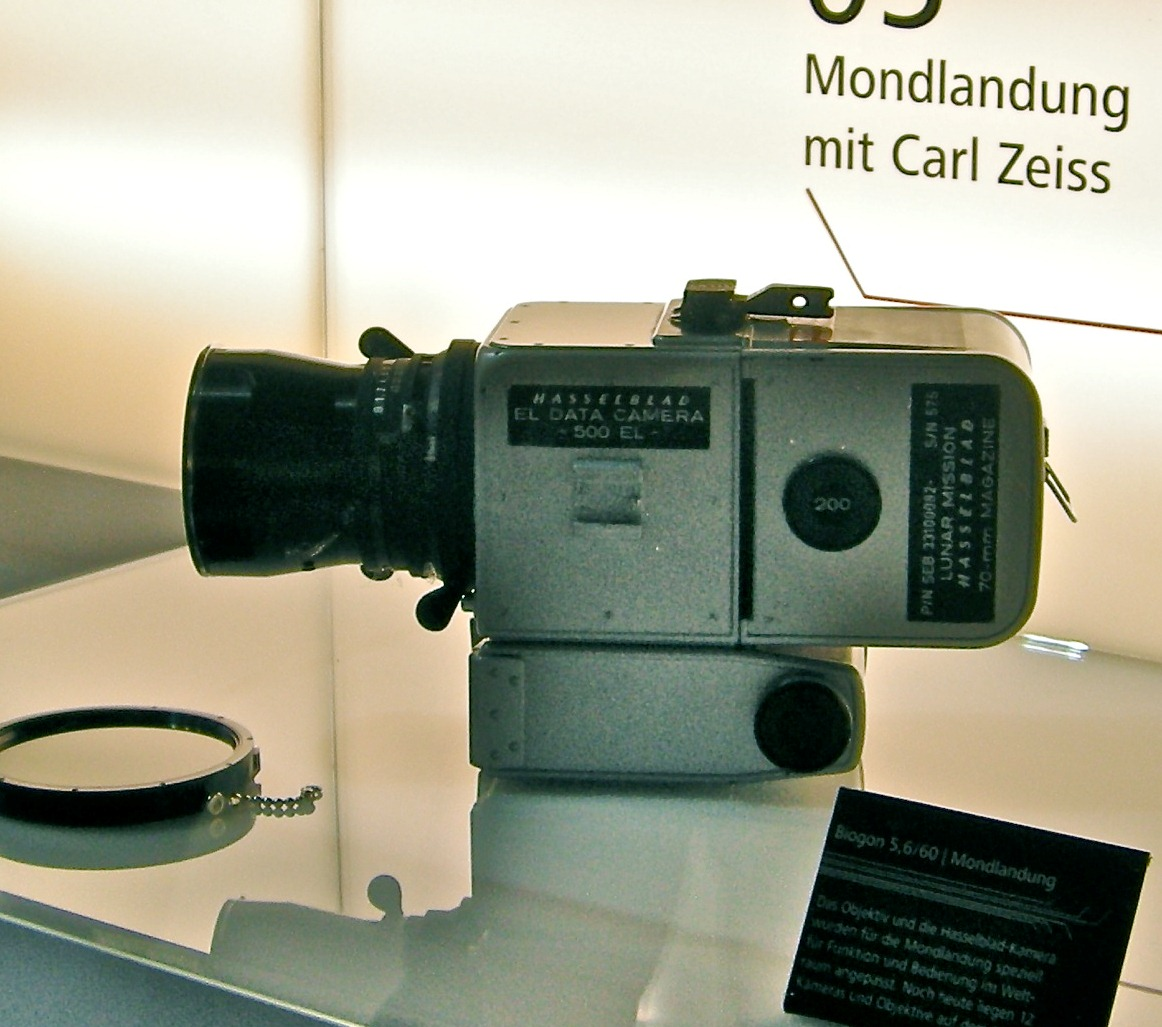
Hasselblad 500 EL Data와 칼 자이스 렌즈,70 필름 홀더는 아폴로 계획의 일환으로 세계 최초로 달에서 촬영하는데 쓰인 카메라이다. 해당 사진은 포토키나2008 칼자이스 부스에서 촬영됐다.

- V-System 500 (1957–present)
- V-System 2000 and 200 (1977–2004)
- V-System Superwide (1954–2006)
- V-System Flexbody (1995–2003)
- XPan (1998–2006) (후지필름이 디자인)
- H-System (2002–현재)[4]
- Lunar (2012년 9월 공개)[5]
- stellar((2013년 7월 공개)[6]

.

#### 1600F 와 1000F

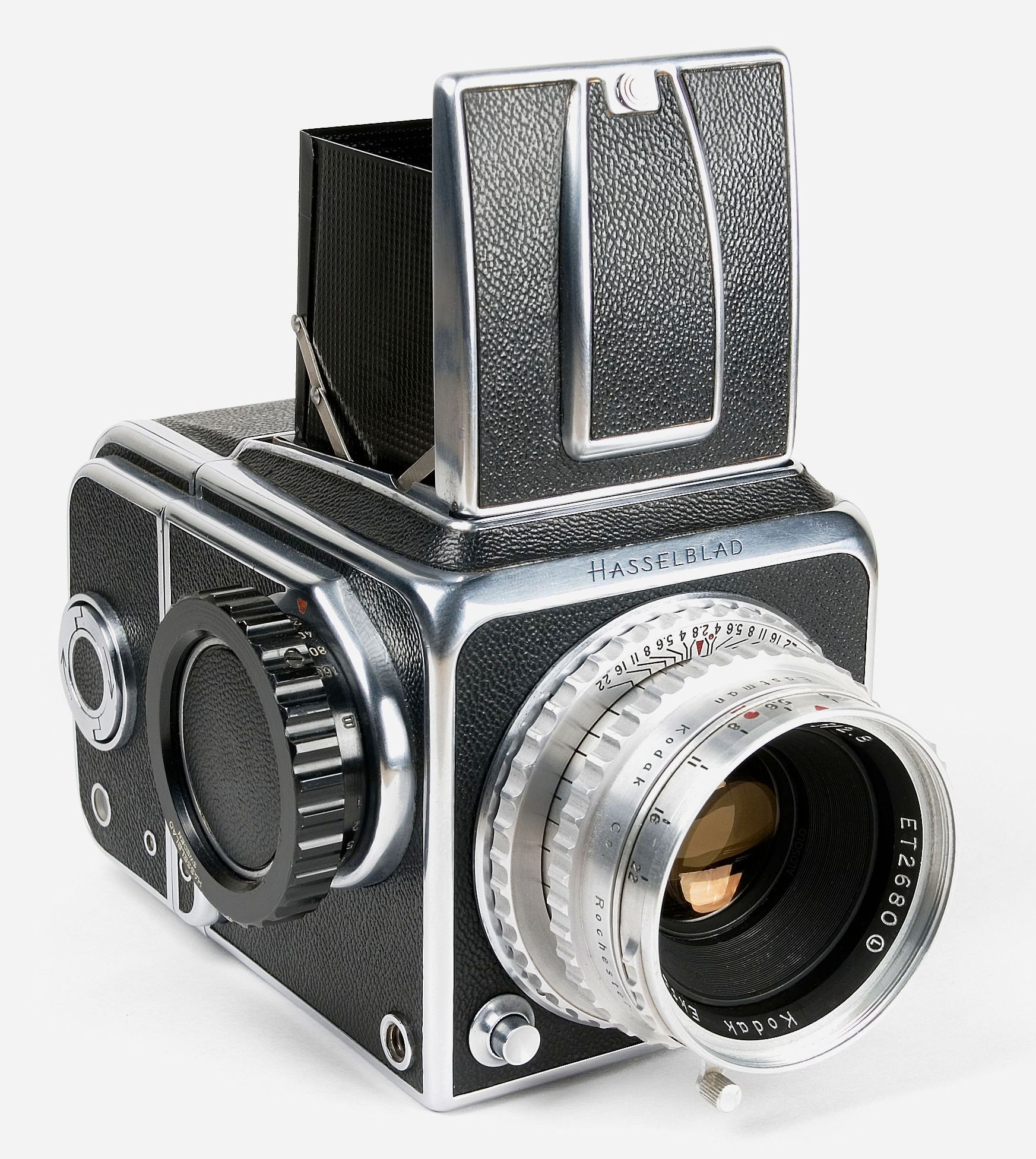
Hasselblad 1600F 와 코닥 Ektar 2,8/80.

Hasselblad의 첫 민간용 카메라는 1948년 출시됐다. 해당 카메라는 6 X 6 중형 카메라 (필름)을 탑재한 포컬 플레인 SLR 카메라이다. 첫 기종의 이름이 1600F인 이유는 1/1600초를 지원하는 포컬 플레인(Focal Plane)이기 때문이다. 해당 카메라는 모듈러 디자인을 통해 렌즈 교체가 가능했으며, 셔터 또한 처음으로 스테인리스 스틸을 도입해 가벼우면서도 빠르고 견고하게 만들어졌다.
1600F는 1949년과1953년사이에 판매됐으며, 코닥 Ektar 2.8/80mm 렌즈와 and the Ektar 3.5/135mm 렌즈만 사용할 수 있었다. Ektar 6.3/55mm 렌즈와 Ektar 5.6/254mm 렌즈도 출시하려 했었으나 두 렌즈는 시제품만 나온 채 판매로 이어지지는 않았다.
1600F의 후속기종은 1000F(1953–1957)이다. 이는 이름 그대로 셔터 스피드가 1/1000초로 줄어들었는데, 이는 1600F와 다른 셔터 매커니즘을 채용했기 때문이다. 대신 이전에 비해 놀라운 수준으로 부드럽고 내구성이 향상되었으며, 칼 자이스의 오버코헨 본사에서 제작한 렌즈를 사용할 수 있게 되었다. Zeiss는 Distagon 5.6/60mm, Tessar 2.8/80mm, Sonnar 3.5/135, Sonnar 4.0/250 그리고 Sonnar 5.6/250mm 렌즈를 차례로 내놓았다.
Hasselblad 1000F와 1600F가 특별한 이유는 당시로써는 모든 공장제 제품 중에서 세계 최초로 부품의 스페어 파트의 표준 지원 및 평준화된 수리 기사의 서비스를 적용받은 기종이다. 덕분에 핫셀블라드의 초기 기종들은 부식에 대한 염려가 매우 적으며, 렌즈 또한 흠집에서 잘 관리된 제품이 많다. 이것이 지금까지 많은 양의 핫셀블라드 카메라가 여전히 좋은 상태로 있을 수 있는 이유이다.
이 이후로 출시한 500cm은 1600F를 코닥에서 업그레이드 한 제품이다. 해당 카메라는 모두 평균적으로 40여년 이상의 사용 수명을 가지고 있을 정도로 내구성이 향상되었다.

#### V시스템

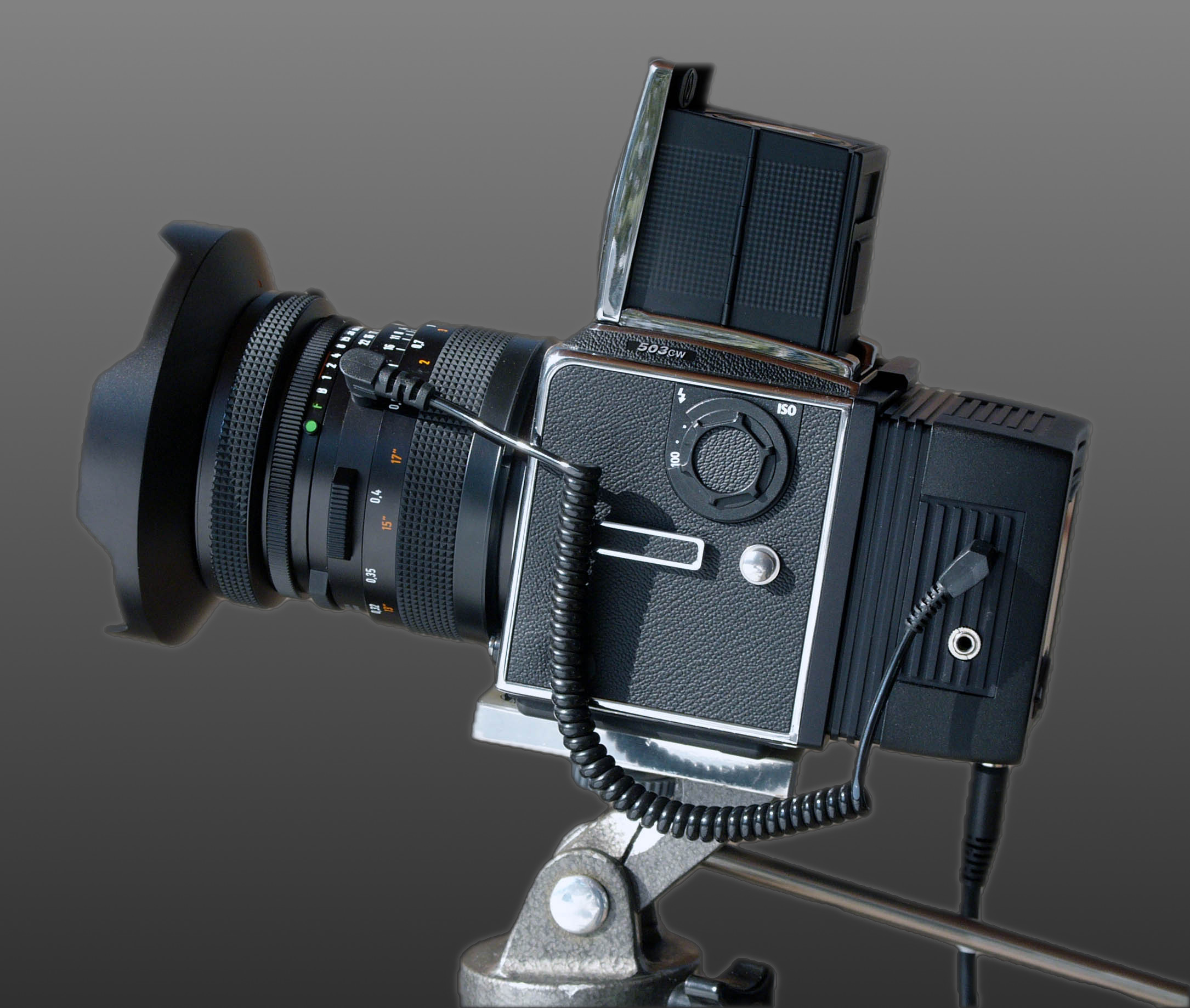
Hasselblad 503CW Distagon 3,5/30

Hasselblad V-시스템은 창업자인 빅터 핫셀블라드의 개인적인 욕구에서 시작된 시스템이다. 그는 기존 1600F보다 더 작고, 밝은 렌즈와 강화된 셔터를 갖추면서도, 라이카처럼 한손으로도 쉽게 다룰 수 있으면서도 큰 필름을 사용하고 싶다는 하는 염원을 가지고 있었다. 그는 롤라이플렉스의 6 X 6 카메라에서 아이디어를 얻어, 카메라 렌즈에 셔터를 삽입하는 리프 셔터 방식을 도입함으로써 1957년 500CM을 개량한 500C를, 1964년에는 500EL을 내놓는다. 두 카메라 모두 초 광각 렌즈를 사용할 수 있게 설계되었으며, Biogon 38mm f/4.5을 내장된 손잡이를 이용해 사용할 수 있었다.
이 500C를 시작으로, 500 시리즈는 500C/M, 503CX와 503CXi, 501C,501C/M 그리고 최종적으로 503CW를 내놓게 된다. 빅터 핫셀블라드의 빠른 셔터(1/2000초)와 밝은 렌즈를 사용할 수 있는 카메라에 대한 욕구로 포컬플레인셔터를 채용한 시리즈가 개발된다. 이 2000시리즈는 2000FC를 시작으로 20여년에 걸쳐 2000FCM, 2000FCW, 그리고 2003FCW까지 나오게 된다. 1000F가 단종되고 2000FC가 나오기까지 20년 간 포컬플레인셔터의 개량 설계가 진행되었다. 2000시리즈도 셔터막으로 메탈 포일을 사용했으나 재질을 티타늄으로 변경하였다. 이전과 마찬가지로 메탈 셔터막은 서투게 다룰 경우 쉽게 손상이 가지만 2000FC를 제외한 2000시리즈 카메라는 매거진 분리시 셔터막을 차단하는 안전 장치를 갖추었다. 이후 셔터막을 고무코팅된 포제로 변경한 200시리즈가 2000시리즈를 대체하여 201F, 202Fa,203FE와 205TCC/205FCC가 등장했다. 201F부터는 완전한 수동 조절을 포함하여 파인더 상에서 자동으로 노출을 조절할 수 있게 변경되었다.
마지막 V-시스템인 503CW가 공식적으로 단종된 것은 2013년 4월 29일의 일이다.

##### EL-시리즈
1964년, Hasselblad는 모터가 탑재된 새로운 EL 시리즈를 공개했다. 이는 NiCd전지를 이용하며, 같은 매거진과 렌즈, 뷰파인더를 사용했다.
- 500 EL (1964–1970)
- 500 EL/M (1971–1984, 유저의 취향에 따라 변경 가능한 스크린 시스템 공개)
- 500 ELX (1984–1988, TTL-플래시센서 및 비네팅 없는 미러 탑재)
- 553 ELX (AA 베터리 사용 가능 및 측광 집중형 내부 코팅)
- 555 ELD (1998–2006, 새로운 미러 메카니즘 및 전자식 콘텐츠, 그리고 디지털백 연동기능 탑재)

#### XPan
XPan 과 XPan II는 핫셀블라드 최초의 35mm필름 카메라로 별도의 마스크 없이 파노라마(24x65mm)촬영을 할 수 있다. 타이타늄 및 알루미늄바디에 고무 그립을 갖춘 디자인이며, 렌즈 교체가 가능한 일반적인 거리계연동카메라이다.
XPan과 XPan II는 각각 후지필름의 TX-1과 TX-2의 브랜드 변경 제품이다.

#### H-시스템
H-시스템은 2002년 포토키나에서 처음 공개되었다.

##### H1
H1은 전통적으로 사용돼오던 6×6 포맷에서 6×4.5 포맷을 도입하였고, 새롭게 자동 초점기능을 추가했다.
이 카메라는 오랫동안 이용해오던 칼 자이스의 렌즈가 아닌 후지논 렌즈와 프리즘을 도입하였다. 그리고 셔터와 바디는 Hasselblad가 제조하였으나 페이즈 원과 코닥의 디지털백을 장착하도록 변경되었다.
- 제거 가능한 다크 슬라이더 레버
- 120와 220 필름백 모두 사용 가능
- 자동 필름 로딩
- 디지털 백 연동
- 1/800초 전자식 리프 셔터[10]

##### H1D
근본적으로 H1과 같으나, Hasselblad의 2,200만 화소 Imacon 디지털 백을 번들로 함께 탑재했으며, 내장 하드드라이브 또한 제공했다.

##### H2
H1과 거의 같으나, 새로운 2,200만 화소 센서를 사용했다. 2007년 8월 단종됐다.

##### H2D
H1D과 거의 같으나 번들 디지털 백을 장착했으며 CF카드를 사용할 수 있게 됐다.

##### H2F
이 카메라는 처음으로 H1에서 근본적으로 벗어난 카메라이며, 'look out'기능을 이용해 기존 H 시리즈 플랫폼에 다른 디지털 백을 제공할 수 있게 변경되었다.

##### H3D
H3D는 기능적으로 변경되고 추가된 사항이 많다. 뷰파인더와 디지털백의 기능이 H1,H2에 비해 간소화 됐으며, 기존 카메라에서 디자인도 많이 변경되었다.

"사실, H1은 전설적이었던 기존의 필름 카메라를 디지털 백으로 묶은 것에 불과했습니다. Hasselblad는 이미지 퀄리티에서부터 기능적인 면까지 지금보다 더 손대야 할 것이 많습니다. 그러나 H2는 H1에서 벗어나지 못했습니다. H3가 기존 H1,H2로부터 내려오는 점들과 많이 다른 것은 어쩔 수 없습니다. 그러나 이것은 카메라의 새로운 엔진 발전과 소프트웨어에 필수적인 결정이었습니다.

##### H3DII
2007년, Hasselblad는 새로운 H3D II 제품 라인을 공개했다. H3D II 시스템은 카메라와 이미지 센서가 통합적으로 움직일 수 있도록 보다 유기적으로 변경되었으며, 디지털백으로만 작동 가능한 방식 또한 추가하였다. 그러나 단점으로는 필름 백을 사용할 수 없게 되었다는 점이다.
| 모델     | 센서                                 | ISO 범위 | ISO 범위 (자체 소프트웨어 이용시) | 캡처 스피드 | HC 렌즈 팩터 | 장착 렌즈 화각 | 디스플레이 | 용량 | 가격       |
| -------- | ------------------------------------ | -------- | --------------------------------- | ----------- | ------------ | -------------- | ---------- | ---- | ---------- |
| H3DII 31 | 33.1mm × 44.2mm, 3,100만 화소 16비트 | 100–800  | 100–1600                          | 1.2 초      | 1.3          | 31mm           | 3인치 OLED | CF   | US $18,000 |
| H3DII 39 | 36.8mm × 49.0mm, 3,900만 화소 16 bit | 50–400   | 50–800                            | 1.4 초      | 1.1          | 28mm           | 3인치 OLED | CF   | US $22,000 |
| H3DII-50 | 36.8mm × 49.0mm, 5,000만 화소 16 bit | 50–400   | 50–800                            | 1.1 초      | 1.1          | 28mm           | 3인치 OLED | CF   | US $28,000 |

##### H4D
2009년, Hasselblad는 새로운 H4D 라인을 공개했다. 현재 H4D는 H4D-31, H4D-40, H4D-50, H4D-50MS, H4D-60 그리고 H4D-200MS가 있다.
| 모델      | 센서                                                        | ISO 범위 | ISO 범위 (자체 소프트웨어 이용시) | 캡처 스피드 | HC 렌즈 팩터 | 장착 렌즈 화각 | 디스플레이 | 용량 | 가격       |
| --------- | ----------------------------------------------------------- | -------- | --------------------------------- | ----------- | ------------ | -------------- | ---------- | ---- | ---------- |
| H4D-50    | 36.8mm × 49.1mm, 5,000만 화소, 16 bit                       | 50–400   | 50–800                            | 1.1 초      | 1.0          | 28mm           | 3인치      | CF   | €19,995    |
| H4D-60    | 40.2mm × 53.7mm, 6,000만 화소 16 bit                        | 50–400   | 50–800                            | 1.1 초      | 1.0          | 28mm           | 3인치"     | CF   | €28,995    |
| H4D-200MS | 36.7mm × 49.1mm, 5,000만 화소, 16 bit 2억 화소 멀티 샷 모드 | 50–400   | 50–800                            | 1.1 초      | 1.0          | 28 mm          | 3인치      | CF   | US $43,995 |

##### H5D
2012년, 핫셀블라드는 새로운 H5D 라인을 출시했다. 이는 현재 H5D-40, H5D-50, H5D-50MS, H5D-60 and H5D-200MS 라인이 있다.
| 모델      | 센서                                                         | ISO 범위 | ISO 범위 (자체 소프트 사용시) | 캡처 스피드 | HC 렌즈 팩터 | 장착 렌즈화각 | 디스플레이 | 용량 | 비디오 기록 |
| --------- | ------------------------------------------------------------ | -------- | ----------------------------- | ----------- | ------------ | ------------- | ---------- | ---- | ----------- |
| H5D-50    | 36.8 mm × 49.1 mm, 5000만 화소 16 bit                        | 50–400   | 50–800                        | 1.1 초      | 1.0          | 28 mm         | 3"         | CF   |             |
| H5D-60    | 40.2 mm × 53.7 mm, 6000만 화소, 16 bit                       | 50–400   | 50–800                        | 1.1 초      | 1.0          | 28 mm         | 3"         | CF   |             |
| H5D-200MS | 36.7 mm × 49.1 mm, 5000만 화소, 16 bit 2억 화소 멀티 샷 모드 | 50–400   | 50–800                        | 1.1 초      | 1.0          | 28 mm         | 3"         | CF   | None        |

##### H5D-50C
2014 1월, 핫셀블라드는 중형 카메라로써는 최초로 5000만 화소급 CMOS 센서를 채용한 H5D-50C를 공개했다.

#### Lunar, Stellar
2012년 포토키나에서, Hasselblad는 소니 미러리스 카메라를 복각한 Hasselblad Lunar를 공개했다. 이 기종은 근본적으로 소니 NEX-7을 기반으로 제작됐으며, 2,430만 화소 APS-C 센서를 갖추고 있다.
2013년 7월에는 Hasselblad Stellar를 공개했다. 이 기종 또한 소니의 사이버 샷 DSC-RX100를 복각한 제품이다.

## 같이 보기
- 중형 카메라